# Liste der griechisch-melkitisch-katholischen Patriarchen von Antiochien
Die folgenden Personen waren Patriarchen der Melkitischen Griechisch-Katholischen Kirche:
- Kyrillos V. 1709
- Athanasios III. 1724
- Kyrillos VI. Tanas 1724–1759
- Athanasios IV. Jawhar 1759–1760
- Maximos II. Hakim 1760–1761
- Theodosios VI. Dahan 1761–1788
- Athanasios V. Jawhar 1788–1794
- Kyrillos VII. Siage 1794–1796
- Agapios III. Matar 1796–1812
- Ignatius IV. Sarrouf 1812
- Athanasios VI. Matar 1813–1814
- Makarios IV. Tawil 1814–1815
- Ignatius V. Cattan 1816–1833
- Maximos III. Mazloum 1833–1855
- Clemens I. Bahous 1856–1864
- Gregorios II. Youssef-Sayyour 1864–1897
- Petros IV. Géraigiry 1898–1902
- Kyrillos VIII. Geha 1902–1916
- Vakanz 1916–1919
- Demetrios I. Qadi 1919–1925
- Kyrillos IX. Moghabghab 1925–1947
- Maximos IV. Saigh 1947–1967
- Maximos V. Hakim 1967–2000

Vom 6. Juni bis zum 29. November 2000 war der Erzbischof von Tyros Jean Assaad Haddad  Apostolischer Administrator sede plena von Antiochia
- Gregorios III. Laham 2000–2017
- Joseph I. Absi SMSP seit 2017